# Arbori
Arbori (Corsicaans: Arburi) is een gemeente in het Franse departement Corse-du-Sud (regio Corsica) en telt 63 inwoners (2009). 

## Geografie
De oppervlakte bedraagt 20,03 km², de bevolkingsdichtheid is dus 3,1 inwoners per km².

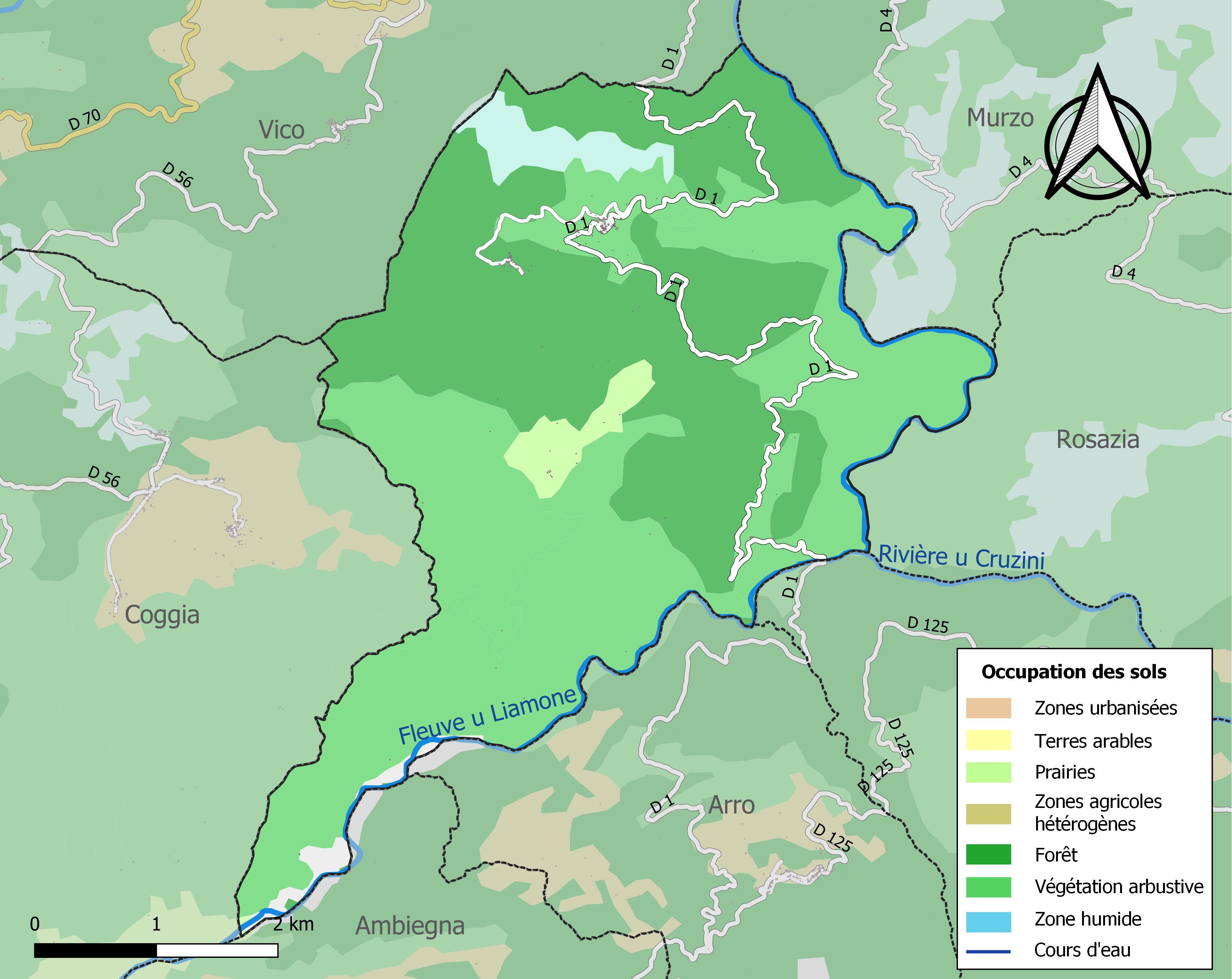
Kaart van de gemeente met de belangrijkste infrastructuur, bodemgebruik en omliggende gemeenten

## Demografie
Vanwege een beveiligingsprobleem met de MediaWiki Graph-software is het momenteel niet mogelijk deze grafiek weer te geven. Zodra de software is bijgewerkt zal de grafiek vanzelf weer zichtbaar worden.